# Objektiv infinitiv
Objektiv infinitiv (ibland benämnt vid sin latinska benämning ackusativ med infinitiv) är en satsdel som kännetecknas av att den följer på ett direkt objekt och inte inleds med infinitivmärket att. 
Exempel:
Vi hörde orkestern spela i fjärran (Vi=subjekt, hörde=finit verb, orkestern=direkt objekt, spela i fjärran=objektiv infinitiv) 
Vi hörde att orkestern spelade i fjärran (Vi=subjekt, hörde=finit verb, att orkestern spelade i fjärran=att-bisats)
Dessa två exempel har ungefär samma betydelse, men det första visar objektiv infinitiv och det andra en att-bisats.